# Порция (спутник)
По́рция (англ. Portia) — внутренний спутник планеты Уран. Была открыта 3 января 1986 года по снимкам, сделанным аппаратом «Вояджер-2», и получила временное обозначение S/1986 U 1. Названа по имени персонажа из пьесы Шекспира «Венецианский купец». Также обозначается как Уран XII.
Порция обращается ниже синхронной околоурановой орбиты, вследствие чего орбита этого спутника постепенно снижается из-за воздействия приливных сил.
Со временем она может быть поглощена Ураном или разрушиться из-за приливного растяжения и образовать кольцо.
Порция возглавляет группу Порции — группу спутников, которая также включает в себя Бианку, Крессиду, Дездемону, Джульетту, Розалинду, Купидона, Белинду и Пердиту. У этих спутников схожие орбиты и фотометрические свойства.
За исключением орбиты, радиуса в 140 км и геометрического альбедо 0,08, о Порции практически ничего не известно.
На снимках, переданных «Вояджером-2», Порция выглядит как продолговатый объект, направленный своей главной осью на Уран. Соотношение её поперечного размера к продольному составляет 0,8 ± 0,1. Поверхность имеет серый цвет.